# Gornje Leviće
Gornje Leviće (Servisch cyrillisch Горње Левиће) is een plaats in de Servische gemeente Brus. De plaats telt 138 inwoners (2002).